# 2018년 아시안 게임
2018년 아시안 게임(영어: 18th Asian Games 또는 Jakarta Palembang 2018)은 아시아 올림픽 평의회의 주관으로 2018년 8월 18일부터 9월 2일까지 인도네시아의 자카르타와 팔렘방에서 열렸던 제18회 하계 아시안 게임이다. 자카르타의 아시안 게임 개최는 1962년 아시안 게임에 이어 56년 만에 2번째로, 동남아시아에서 열리는 아시안 게임은 태국 방콕에서 개최된 1998년 아시안 게임 이후 20년 만이다.
아시안 게임 역사상 처음으로 두 도시에서 공동 개최한다. 1962년 아시안 게임 대회를 개최한 전력이 있는 인도네시아의 수도 자카르타와, 수마트라슬라탄주(남수마트라 주)의 주도인 팔렘방이다. 각 종목 경기는 두 도시에서 번갈아 진행되며 반둥과 자와바랏주(서자와 주)의 일부 경기장도 활용되었다. 대회의 개막식과 폐막식은 자카르타의 겔로라 붕 카르노 스타디움에서 진행되었다.
한편 이 대회에서는 e스포츠와 카누폴로 종목이 시범 종목으로 운영되었다. e스포츠의 경우 다음 대회인 2022년 아시안 게임에서 정식 종목으로 승격되었다.

## 개최 도시 선정
2009년 7월 3일, 싱가포르에서 열린 OCA 총회에서 기존의 아시안 게임이 동계 올림픽과 FIFA 월드컵이 같은 해에 열렸기 때문에 아시안 게임의 흥행성이 저조하다는 이유로 하계 올림픽보다 1년 전에 개최하기로 합의하였다.
2011년 7월, 일본 도쿄에서 열린 아시아 올림픽 평의회(OCA) 총회에서 개최 도시를 선정할 예정이었으나 연기되었다. 2012년 11월 8일, 마카오에서 개최한 OCA 총회에서 2019년 아시안 게임 개최지로 베트남 하노이로 결정되었다. 그러나 2014년 4월 17일, 베트남 정부는 경제 문제 등으로 2019년 아시안 게임 개최권을 반납했다.
아시아 올림픽 평의회는 2014년 9월 20일, 대한민국 인천에서 열린 총회에서 개최지를 인도네시아 자카르타로 결정하였다. 한편 인도네시아 정부는 2019년에 대통령 선거가 실시된다는 점을 감안하여 2019년에 열릴 예정이던 대회 일정을 1년 더 앞당긴 2018년에 개최하기를 OCA에 정식 요청하였고 OCA는 이를 받아들여 2018년 개최에 합의하였다.

## 준비 과정

### 예산
2018년 자카르타-팔렘방 아시안 게임에 들어가는 총예산은 32억 달러로 집계됐다. 2015년 인도네시아 중앙정부는 대회준비 예산으로 3조 루피아 (약 2340억 원)를 편성하였고, 대회 개최지인 자카르타와 팔렘방 지방정부 역시 예산편성에 협력할 것으로 전망되었다.
하지만 대회를 앞둔 2018년 7월 기준으로 편성된 예산은 6조 6000억 루피아로 당초보다 두 배 이상 늘었으며, 이 중 8690억 루피아는 스폰서 계약 체결로 마련한 것으로 알려졌다.

### 상징물

2018년 아시안 게임의 마스코트
(왼쪽부터 빈빈, 카카, 아퉁)

2018년 아시안 게임의 엠블렘은 2015년 9월 9일 인도네시아 스포츠의 날을 기념하여 처음 공개되었다. 엠블렘은 인도네시아의 희귀종인 극락조를 모티브로 형상화한 것이었다. 그러나 공개되자마자 디자인이 촌스럽다는 비판이 크게 일었고, 일각에서는 극락조보다는 닭과 더 닮았다는 인식도 생기면서 논란이 확산되었다. 함께 공개된 마스코트 '드라와'(Drawa) 역시 인도네시아의 문화와 역사를 나타내기엔 그다지 관련성이 없다는 지적이 제기되었다. 이에 조직위원회 측은 2016년 1월부로 해당 엠블럼과 마스코트를 폐기하고 새로운 디자인 작업에 나섰다.
조직위 측은 새 디자인을 전국민 공모로 진행하였고 그 결과 60개의 도안이 제출되었다. 그리고 2016년 7월 28일 지금의 엠블럼을 최종 선정하였다. '아시아의 에너지'란 부제가 딸린 이 엠블럼은 대회가 진행될 겔로라 붕 카르노 스타디움의 윗모습에서 모티브를 따와 형상화하였으며, 아시아 국가간의 화합을 형상화하고자 하였다는 설명이다. 엠블럼이 공개된 날 대회 마스코트도 같이 새로 발표되었다. 극락조 '빈빈'(Bhin Bhin), 바웨안사슴 '아퉁'(Atung), 자바코뿔소 '카카'(Kaka)의 총 세 마스코트로, 인도네시아의 동부, 중부, 서부 지역에 각각 서식하는 세 가지 동물을 마스코트로 삼았다. 이들은 동시에 전략과 스피드, 힘을 상징하고 있다.
2018년 7월 대회조직위는 대회 입상자에게 주어질 메달 디자인을 공개하였다. 대회 로고와 인도네시아 전역의 바틱 문양을 새겨넣었으며 인도네시아의 다양성과 조화를 상징토록 하였다. 특히 바틱 문양은 문화적 다양성 뿐만 아니라 이번 대회에 참가하는 모든 아시아 국가들의 인종, 민족, 종교적 다양성을 표현코자 하였다.

### 성화봉송
이번 대회의 성화봉송은 2018년 7월 15일 제1회 아시안 게임이 치러진 인도 뉴델리의 디얀 차드 국립 경기장에서 시작되었다. 채화는 태양빛을 오목거울에 모아 성화를 붙이는 것으로 진행했다. 7월 18일에는 인도네시아 욕야카르타 부근의 프람바난 힌두사원에서 성화 환영식이 열렸다. 이곳에서는 중앙자바 주 므라펜에서 채화된 인도네시아 측 성화와 합치는 행사가 치러졌다. 이어 성화봉송 콘서트가 진행되어 인도네시아 전국 대장정의 서막을 알렸다.
성화봉송은 개최도시인 자카르타, 팔렘방을 비롯한 인도네시아 54개 도시를 순회하며, 8월 17일 인도네시아 독립기념일에는 자카르타의 모나스 독립기념관을 방문한다. 그 다음날 대회 개막일에는 개막식이 열리는 겔로라 붕 카르노 스타디움에 입성한다.

## 경기장과 기반시설
이번 대회의 경기장은 자카르타, 남수마트라 주, 반텐주, 서자바 주의 총 네 지역에 분산되어 있으며, 일부는 신축되고 일부는 보수공사를 거쳐 치러지게 된다. 대회 경기는 수도 자카르타와 남수마트라 주의 팔렘방에서 치러지며, 자카르타에 세 곳, 팔렘방에 한 곳으로 네 그룹의 스포츠 단지로 묶여 운영된다. 자카르타와 이웃한 서자바 주와 반텐 주의 15개 경기장은 대회 경기 보조를 위해 활용될 예정이다. 이들을 모두 고려하면 이번 대회에서 활용되는 경기장은 총 80여개에 달한다.
조직위 측은 예산 절감을 위해 2011년 동남아시아 경기 대회에서 쓰였던 경기장을 비롯해 기존의 스포츠 시설들을 활용한다는 방침이다. 2018년 2월 테스트이벤트 이후에는 자카르타 국제 엑스포 전시장에서 치러질 일부 종목을 자카르타 컨벤션 센터로 이전한다는 방침을 내렸다.

### 자카르타
자카르타의 대표적인 스포츠단지인 겔로라 붕 카르노 스포츠단지가 대회 운영에 투입되며, 13개 전 경기장을 보수해 활용한다. 주경기장인 겔로라 붕 카르노 스타디움은 1962년 완공된 경기장으로 보수공사를 거쳐 기존에 88,000석이던 수용규모를 76,127석으로 줄였다. 테러공격 방지를 위해 스타디움 내에는 안면인식장치가 설치된다.
자카르타 서부의 라와망운 지역에는 자카르타 국제 벨로드롬이 신축되었다. 공사비용으로 4000만 달러가 투입되었으며 사이클, 배드민턴, 풋살, 농구, 레슬링 종목이 치러진다. 자카르타 동부의 풀로마스에는 자카르타 국제 승마 공원이 신축되었으며 공사비용은 3080만 달러, 수용규모는 1,000석이다. 이곳에는 마구간 100개, 선수대기실, 수의병원, 트레이닝장, 주차장 등의 시설이 들어서 있다.
| 경기장                    | 종목                                        | 수용규모 |
| ------------------------- | ------------------------------------------- | -------- |
| 겔로라 붕 카르노 스타디움 | 개폐막식                                    | 76,127명 |
| 겔로라 붕 카르노 스타디움 | 육상                                        | 76,127명 |
| 이스토라                  | 배드민턴                                    | 7,110명  |
| 이스토라                  | 농구                                        | 7,110명  |
| 수영경기장                | 수상종목 (다이빙, 수영, 싱크로나이즈, 수구) | 8,630명  |
| 실내 테니스장             | 배구                                        | 3,300명  |
| 실외 테니스장             | 3x3 농구                                    | 5,000명  |
| 농구장                    | 농구                                        | 2,920명  |
| 하키장                    | 하키                                        | 350명    |
| 야구장                    | 야구                                        | 2,500명  |
| 소프트볼장                | 소프트볼                                    | 503명    |
| 양궁장                    | 양궁                                        | 256명    |
| 럭비경기장                | 럭비                                        |          |
| 훈련시설                  | 스쿼시                                      |          |
| 자카르타 컨벤션 센터      | 펜싱                                        | (임시)   |
| 자카르타 컨벤션 센터      | 유도                                        | (임시)   |
| 자카르타 컨벤션 센터      | 가라테                                      | (임시)   |
| 자카르타 컨벤션 센터      | 무술종목 (유술, 쿠라시, 삼보) 레슬링        | (임시)   |
| 자카르타 컨벤션 센터      | 태권도                                      | (임시)   |

| 경기장                  | 종목         | 수용규모 | 위치                                 |
| ----------------------- | ------------ | -------- | ------------------------------------ |
| 자카르타 국제 벨로드롬  | 사이클       | 4,000    | 서자카르타 라와망운                  |
| 라와망운 야구장         | 야구         |          | 서자카르타 라와망운                  |
| 자카르타 국제 승마 공원 | 승마         | 920      | 동자카르타 풀로마스                  |
| 풀로마스 국제 BMX 센터  | 사이클 (BMX) |          | 동자카르타 풀로마스                  |
| 안촐 비치 마리나        | 요트         |          | 북자카르타 안촐                      |
| 안촐 비치 마리나        | 수상스키     |          | 북자카르타 안촐                      |
| 풀로마스 국제 BMX 센터  | 사이클 (BMX) |          | 동자카르타 풀로마스                  |
| 펜착실랏 홀             | 펜착실랏     |          | 동자카르타 타만 미니 인도네시아 인다 |
| 가루다 극장             | 카바디       | 1,500    | 동자카르타 타만 미니 인도네시아 인다 |
| 자카르타 국제 엑스포    | 복싱         | (임시)   | 중앙자카르타 케마요란                |
| 자카르타 국제 엑스포    | 브리지       | (임시)   | 중앙자카르타 케마요란                |
| 자카르타 국제 엑스포    | 체조         | (임시)   | 중앙자카르타 케마요란                |
| 자카르타 국제 엑스포    | 우슈         | (임시)   | 중앙자카르타 케마요란                |
| 자카르타 국제 엑스포    | 탁구         | (임시)   | 중앙자카르타 케마요란                |
| 자카르타 국제 엑스포    | 역도         | (임시)   | 중앙자카르타 케마요란                |
| 불룽안 스타디움         | 배구         |          | 남자카르타 불룽안                    |
| 폰독 인다 골프 코스     | 골프         |          | 남자카르타 폰독인다                  |
| POPKI 스포츠홀          | 핸드볼       | -        | 동자카르타 치부부르                  |

### 팔렘방

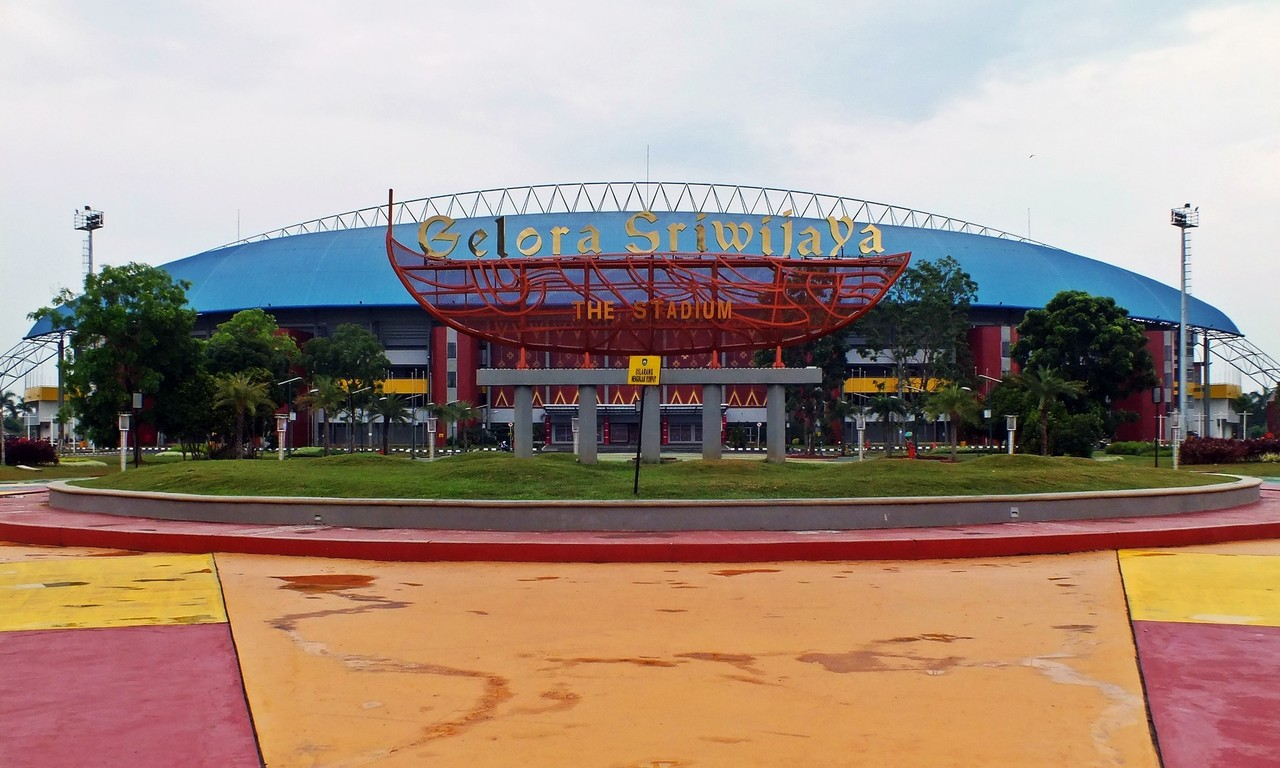
여자 축구 결승전이 열린 겔로라 스리위자야 스타디움

팔렘방의 자카바링 스포츠 시티가 대회 운영에 투입된다. 이곳도 신축공사와 시설보수공사가 진행되었는데, 주경기장인 겔로라 스리위자야 스타디움은 수용규모를 36,000석에서 60,000석으로 대폭 늘린다는 계획이 한때 세워졌으나 취소되었고, 대신 경기장 내 개인좌석을 설치하고 다른 좌석과 시설들을 정비하는 과정에서 27,000석으로 축소됐다.
자카바링 스포츠 내에 신축된 경기장으로는 우선 40레인 규모의 볼링단지가 있으며 2018년 5월 말에 완공됐다. 테니스 종목이 열릴 테니스 코트도 총 8개 규모로 신축되었다. 카누와 조정 종목은 자카바링 호수에서 개최되며 호수 해안선을 따라 조정시설과 관람석을 설치해 총 2,300m 길이로 지어졌다. 이밖에도 라나우 스포츠홀 (세팍타크로 종목) 등의 경기장도 대회 운영을 위해 보수공사를 거쳤다.
| 경기장                     | 종목                    | 수용규모 | 위치                 |
| -------------------------- | ----------------------- | -------- | -------------------- |
| 겔로라 스리위자야 스타디움 | 여자 축구               | 27,000명 | 자카바링 스포츠 시티 |
| 테니스 코트                | 테니스, 정구            |          | 자카바링 스포츠 시티 |
| 자카바링 호수              | 카누 (스프린트, 슬라럼) |          | 자카바링 스포츠 시티 |
| 자카바링 호수              | 조정                    |          | 자카바링 스포츠 시티 |
| 자카바링 호수              | 트라이애슬론            |          | 자카바링 스포츠 시티 |
| 라나우 스포츠홀            | 세팍타크로              | 2,000명  | 자카바링 스포츠 시티 |
| 자카바링 볼링센터          | 볼링                    | 300명    | 자카바링 스포츠 시티 |
| 스포츠 클라이밍 아레나     | 스포츠클라이밍          |          | 자카바링 스포츠 시티 |
| 비치발리 아레나            | 비치발리볼              |          | 자카바링 스포츠 시티 |
| 사격장                     | 사격                    |          | 자카바링 스포츠 시티 |
| 롤러스포츠 아레나          | 인라인롤러              |          | 자카바링 스포츠 시티 |
| 부미 스리위자야 스타디움   | 여자 축구               | 7,000명  | 팔렘방               |

| 경기장                         | 종목               | 수용규모 | 위치          |
| ------------------------------ | ------------------ | -------- | ------------- |
| 잘락 하루팟 스타디움           | 남자 축구          | 27,000명 | 반둥          |
| 파칸사리 스타디움              | 남자 축구          | 30,000명 | 보고르        |
| 패트리어트 찬드라바가 스타디움 | 남자 축구          | 30,000명 | 브카시        |
| 위바와 묵티 스타디움           | 남자 축구          | 28,778명 | 브카시 치카랑 |
| 구눙 마스                      | 패러글라이딩       | -        | 보고르 푼착   |
| 아르타야사 경기장              | 근대5종            | -        | 데폭          |
| 수방 시 거리                   | 사이클 (MTB, 도로) | -        | 수방          |
| 븐둥 른탕                      | 카누 (슬라럼)      | -        | 마자렝카      |

### 선수촌
주 선수촌은 자카르타의 크마요란에 위치해 있다. 약 10만m² 규모의 부지에 10개동 7,424개 객실이 있으며, 총 수용규모는 22,272명에 달해 IOC의 올림픽 대회 선수촌의 수용 규모 기준인 14,000명 규모를 훨씬 뛰어넘는다. 팔렘방의 자카바링 스포츠 시티에도 부선수촌이 건설되어 3,000명에 달하는 선수와 관계자들을 수용할 예정이다.

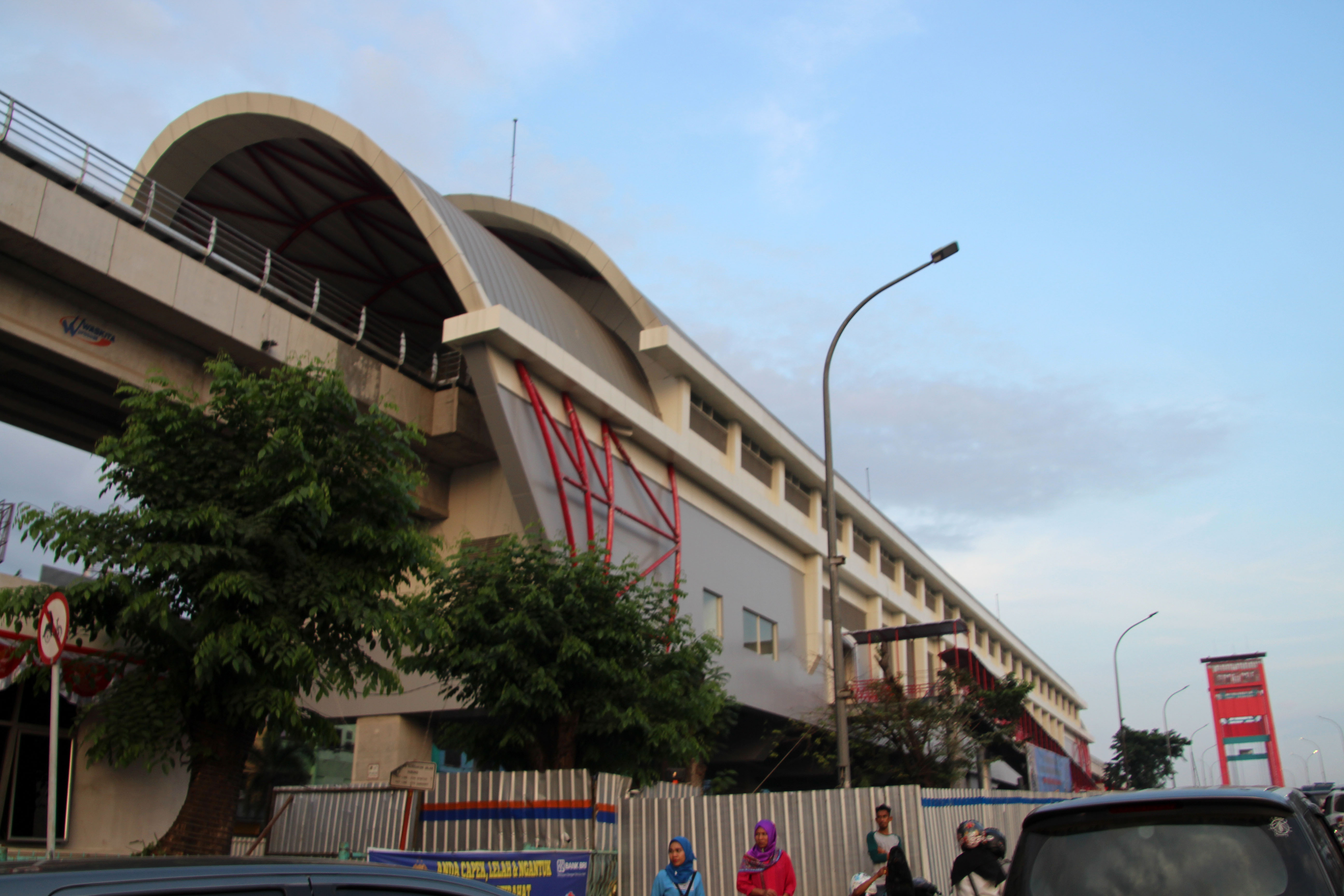
팔렘방 LRT의 13개 역 중 하나인 암페라 역. 대회에 앞서 교통확충을 위해 보수공사를 거쳤다.

### 교통 인프라
대회 준비의 일환으로 도시 내 철도 인프라도 확충된다. 자카르타에서는 대회 개최를 계기로 자카르타 MRT와 자카르타 LRT의 건설에 박차를 가하고 있다. 특히 자카르타 LRT 노선이 중앙자카르타의 케마요란 선수촌과 동자카르타의 라와망군 벨로드롬 경기장을 이을 예정이다. 자카르타 시내버스 운영사인 트랜스자카르타도 대회기간 동안 임원 수송용으로 버스 416대를 특별 편성해 투입한다.
팔렘방에서도 대회에 앞서 술탄 마흐무드 바다루딘 2세 국제공항과 자카바링 스포츠 시티를 잇는 팔렘방 LRT 노선이 2018년 7월 말에 개통됐다. 국제공항 역시 이착륙 터미널을 확장해 수용 규모를 늘리며 스카이브리지를 통해 경전철 역사와 공항을 이을 예정이다. 이밖에도 수마트라 고속도로와 고가도로, 다리 등도 팔렘방 주변에 신축되었다.

## 참가국
이번 대회에서는 아시아 올림픽 평의회(OCA)에 속한 45개 전 회원국이 참가하였다.
쿠웨이트는 쿠웨이트 올림픽 위원회가 국제 올림픽 위원회(IOC)로부터 자격 정지 처분을 받아서 국가 올림픽 위원회(NOC) 자격으로 출전하지 못하기 때문에, 쿠웨이트 출신 선수들은 개인 자격으로 출전하는 독립 선수단으로 참가할 전망이었다. 그러나 개막 하루 전인 8월 17일에 IOC가 쿠웨이트에 대한 자격 정지 징계를 잠정 해제하기로 결정하면서, 쿠웨이트 선수단은 자국 국기를 내걸고 출전할 수 있게 되었다. 쿠웨이트의 자격 정지 해제는 2018년 10월에 최종 결정된다.
다음은 2018년 아시안 게임의 참가국 목록이다. 괄호 안의 숫자는 선수단 규모이다.
| \| - 네팔 (194) - 대한민국 (809) - 동티모르 (69) - 라오스 (142) - 레바논 (28) - 마카오 (110) - 말레이시아 (449) - 몰디브 (146) - 몽골 (321) - 미얀마 (112) - 바레인 (109) - 방글라데시 (128) \| - 베트남 (360) - 부탄 (24) - 브루나이 (15) - 사우디아라비아 (181) - 스리랑카 (199) - 시리아 (73) - 싱가포르 (270) - 아랍에미리트 (147) - 아프가니스탄 (84) - 예멘 (32) - 오만 (74) - 요르단 (53) \| - 우즈베키스탄 (331) - 이라크 (56) - 이란 (382) - 인도 (696) - 인도네시아 (961) (개최국) - 일본 (792) - 조선민주주의인민공화국 (168) - 중화인민공화국 (884) - 중화 타이베이 (558) - 카자흐스탄 (514) - 카타르 (237) - 캄보디아 (45) \| - 쿠웨이트 (32) - 키르기스스탄 (211) - 타지키스탄 (111) - 태국 (830) - 투르크메니스탄 (72) - 파키스탄 (310) - 팔레스타인 (88) - 필리핀 (318) - 홍콩 (586) \| | | | |
| - 네팔 (194) - 대한민국 (809) - 동티모르 (69) - 라오스 (142) - 레바논 (28) - 마카오 (110) - 말레이시아 (449) - 몰디브 (146) - 몽골 (321) - 미얀마 (112) - 바레인 (109) - 방글라데시 (128) | - 베트남 (360) - 부탄 (24) - 브루나이 (15) - 사우디아라비아 (181) - 스리랑카 (199) - 시리아 (73) - 싱가포르 (270) - 아랍에미리트 (147) - 아프가니스탄 (84) - 예멘 (32) - 오만 (74) - 요르단 (53) | - 우즈베키스탄 (331) - 이라크 (56) - 이란 (382) - 인도 (696) - 인도네시아 (961) (개최국) - 일본 (792) - 조선민주주의인민공화국 (168) - 중화인민공화국 (884) - 중화 타이베이 (558) - 카자흐스탄 (514) - 카타르 (237) - 캄보디아 (45) | - 쿠웨이트 (32) - 키르기스스탄 (211) - 타지키스탄 (111) - 태국 (830) - 투르크메니스탄 (72) - 파키스탄 (310) - 팔레스타인 (88) - 필리핀 (318) - 홍콩 (586) |

기타 참가국
- 한국 (60) : 2018년 평창 동계 올림픽과 마찬가지로 대한민국과 조선민주주의인민공화국은 여자 농구, 카누 용선, 조정 등 일부 종목에서 남북 단일팀을 구성하여 참가한다. 개막식에서는 대한민국과 조선민주주의인민공화국 선수단이 동시에 입장하였다.[37]

## 대회 진행

### 개최 종목
2018년 아시안 게임에서 개최된 종목은 다음과 같다. 2020년 도쿄 하계 올림픽에서 정식 종목으로 추가된 스포츠클라이밍, 스케이트보드, 3x3 농구가 아시안 게임에서도 정식 종목으로 추가되었다.
아시안 게임 독자 종목에서는 패러글라이딩, 수상스키와 같은 기계 스포츠 종목, 유술, 쿠라시, 삼보, 펜착실랏과 같은 무술 종목, 보드 게임인 브리지가 정식 종목으로 추가되었다. 이외에도 인라인롤러 종목이 2010년 아시안 게임 이후 8년만에 다시 정식 종목으로 추가되었으며, 크리켓은 조직위원회 측에서 비용과 시간 문제로 인해 개최하기 힘들다고 판단하여 이 대회에서는 제외되었다.
2018년 아시안 게임에서는 e스포츠와 카누폴로가 시범 종목으로 진행될 예정이다.
| - 공수도 - 골프 - 근대5종 - 기계 스포츠 - 패러글라이딩 - 수상스키 - 농구 - 농구 - 3x3 농구 - 럭비 - 레슬링 - 롤러스포츠 - 인라인롤러 - 스케이트보드 - 무술 - 유술 - 쿠라시 - 삼보 - 펜착실랏 - 우슈 - 배구 | - 복싱 - 볼링 - 배드민턴 - 브리지 - 비치발리볼 - 사격 - 사이클 - 도로 - 트랙 - 산악 - BMX 레이싱 - BMX 자유형 - 세팍타크로 - 수상 종목 - 다이빙 - 수구 - 수영 - 싱크로나이즈 - 스포츠클라이밍 - 스쿼시 - 승마 | - 야구 - 소프트볼 - 야구 - 양궁 - 역도 - 요트 - 유도 - 육상 - 정구 - 조정 - 체조 - 기계체조 - 리듬체조 - 트램펄린 - 축구 - 카누 - 슬라럼 - 스프린트 - 용선 - 카바디 - 탁구 | - 태권도 - 테니스 - 트라이애슬론 - 펜싱 - 하키 - 핸드볼 |

시범 종목
- e스포츠
- 카누폴로

### 일정
다음은 2018년 아시안 게임의 일정이다. 모든 시각은 현지 시각 (인도네시아 서부 표준시, UTC+7) 기준이다.
| OC | 개막식 | ● | 예선전 | 1 | 결승전 | CC | 폐막식 |

| 8/9월               | 10 금 | 11 토 | 12 일 | 13 월 | 14 화 | 15 수 | 16 목 | 17 금 | 18 토 | 19 일 | 20 월 | 21 화 | 22 수 | 23 목 | 24 금 | 25 토 | 26 일 | 27 월 | 28 화 | 29 수 | 30 목 | 31 금 | 1 토 | 2 일 | 금메달수 |
| ------------------- | ----- | ----- | ----- | ----- | ----- | ----- | ----- | ----- | ----- | ----- | ----- | ----- | ----- | ----- | ----- | ----- | ----- | ----- | ----- | ----- | ----- | ----- | ---- | ---- | -------- |
| 개·폐막식           |       |       |       |       |       |       |       |       | OC    |       |       |       |       |       |       |       |       |       |       |       |       |       |      | CC   |          |
| 수상 - 다이빙       |       |       |       |       |       |       |       |       |       |       |       |       |       |       |       |       |       |       | 2     | 2     | 2     | 2     | 2    |      | 10       |
| 수상 - 수영         |       |       |       |       |       |       |       |       |       | 7     | 7     | 7     | 8     | 6     | 6     |       |       |       |       |       |       |       |      |      | 41       |
| 수상 - 싱크로나이즈 |       |       |       |       |       |       |       |       |       |       |       |       |       |       |       |       |       |       | 1     | 1     |       |       |      |      | 2        |
| 수상 - 수구         |       |       |       |       |       |       | ●     | ●     |       | ●     | ●     | 1     |       | ●     | ●     | ●     | ●     | ●     | ●     | ●     | ●     | ●     | 1    |      | 2        |
| 양궁                |       |       |       |       |       |       |       |       |       |       |       | ●     | ●     | ●     | ●     | ●     | ●     | 4     | 4     |       |       |       |      |      | 5        |
| 육상                |       |       |       |       |       |       |       |       |       |       |       |       |       |       |       | 4     | 11    | 6     | 8     | 9     | 10    |       |      |      | 48       |
| 배드민턴            |       |       |       |       |       |       |       |       |       | ●     | ●     | ●     | 2     | ●     | ●     | ●     | ●     | 2     | 3     |       |       |       |      |      | 7        |
| 야구                |       |       |       |       |       |       |       |       |       |       |       |       |       |       |       |       | ●     | ●     | ●     |       | ●     | ●     | 1    |      | 1        |
| 소프트볼            |       |       |       |       |       |       |       |       |       | ●     | ●     | ●     |       | ●     | 1     |       |       |       |       |       |       |       |      |      | 1        |
| 농구 - 일반         |       |       |       |       | ●     | ●     | ●     | ●     |       | ●     | ●     | ●     |       | ●     | ●     | ●     | ●     | ●     | ●     |       | ●     | ●     | 2    |      | 2        |
| 농구 - 3인제        |       |       |       |       |       |       |       |       |       |       |       | ●     | ●     | ●     | ●     | ●     | 2     |       |       |       |       |       |      |      | 2        |
| 볼링                |       |       |       |       |       |       |       |       |       |       |       |       | 1     | 1     | 1     | 1     | ●     | 2     |       |       |       |       |      |      | 6        |
| 복싱                |       |       |       |       |       |       |       |       |       |       |       |       |       |       | ●     | ●     | ●     | ●     | ●     | ●     |       | ●     | 13   |      | 13       |
| 브리지              |       |       |       |       |       |       |       |       |       |       |       | ●     | ●     | ●     | ●     | 3     | ●     | ●     | ●     | ●     | ●     | ●     | 3    |      | 6        |
| 카누 - 슬라럼       |       |       |       |       |       |       |       |       |       |       |       | ●     | 2     | 2     |       |       |       |       |       |       |       |       |      |      | 4        |
| 카누 - 스프린트     |       |       |       |       |       |       |       |       |       |       |       |       |       |       |       |       |       |       |       | ●     | 6     | ●     | 6    |      | 12       |
| 카누 - 용선         |       |       |       |       |       |       |       |       |       |       |       |       |       |       |       | 2     | 2     | 1     |       |       |       |       |      |      | 5        |
| 사이클 - BMX (프리) |       |       |       |       |       |       |       |       |       |       |       |       |       |       |       |       |       |       | 2     |       |       |       |      |      | 2        |
| 사이클 - BMX (경주) |       |       |       |       |       |       |       |       |       |       |       |       |       |       |       | 2     |       |       |       |       |       |       |      |      | 2        |
| 사이클 - 산악       |       |       |       |       |       |       |       |       |       |       | 2     | 2     |       |       |       |       |       |       |       |       |       |       |      |      | 2        |
| 사이클 - 도로       |       |       |       |       |       |       |       |       |       |       |       |       | 1     | 1     | 2     |       |       |       |       |       |       |       |      |      | 4        |
| 사이클 - 트랙       |       |       |       |       |       |       |       |       |       |       |       |       |       |       |       |       |       | 3     | 4     | 2     | 3     | 2     |      |      | 10       |
| 승마 - 마장마술     |       |       |       |       |       |       |       |       |       |       | 1     | ●     |       | 1     |       |       |       |       |       |       |       |       |      |      | 2        |
| 승마 - 종합마술     |       |       |       |       |       |       |       |       |       |       |       |       |       |       | ●     | ●     | 2     |       |       |       |       |       |      |      | 2        |
| 승마 - 장애물       |       |       |       |       |       |       |       |       |       |       |       |       |       |       |       |       |       | ●     | 1     |       | 1     |       |      |      | 2        |
| 펜싱                |       |       |       |       |       |       |       |       |       | 2     | 2     | 2     | 2     | 2     | 2     |       |       |       |       |       |       |       |      |      | 12       |
| 축구                | ●     |       | ●     |       | ●     | ●     | ●     | ●     |       | ●     | ●     | ●     | ●     | ●     | ●     | ●     | ●     | ●     | ●     | ●     | 1     |       | 1    |      | 2        |
| 골프                |       |       |       |       |       |       |       |       |       |       |       |       |       | ●     | ●     | ●     | 4     |       |       |       |       |       |      |      | 4        |
| 체조 - 기계체조     |       |       |       |       |       |       |       |       |       |       | 1     | 1     | 2     | 5     | 5     |       |       |       |       |       |       |       |      |      | 14       |
| 체조 - 리듬체조     |       |       |       |       |       |       |       |       |       |       |       |       |       |       |       |       | 1     | 1     |       |       |       |       |      |      | 2        |
| 체조 - 트램펄린     |       |       |       |       |       |       |       |       |       |       |       |       |       |       |       |       |       |       |       |       | 2     |       |      |      | 2        |
| 핸드볼              |       |       |       | ●     | ●     | ●     | ●     | ●     |       | ●     | ●     | ●     | ●     |       | ●     | ●     |       | ●     | ●     | ●     | 1     | 1     |      |      | 2        |
| 하키                |       |       |       |       |       |       |       |       |       | ●     | ●     | ●     | ●     | ●     | ●     | ●     | ●     | ●     | ●     | ●     | ●     | 1     | 1    |      | 2        |
| 수상스키            |       |       |       |       |       |       |       |       |       |       |       |       |       | ●     | 1     | 2     | 1     |       |       |       |       |       |      |      | 4        |
| 유도                |       |       |       |       |       |       |       |       |       |       |       |       |       |       |       |       |       |       |       | 4     | 5     | 5     | 1    |      | 15       |
| 카바디              |       |       |       |       |       |       |       |       |       | ●     | ●     | ●     | ●     | ●     | 2     |       |       |       |       |       |       |       |      |      | 2        |
| 공수도              |       |       |       |       |       |       |       |       |       |       |       |       |       |       |       | 4     | 4     | 4     |       |       |       |       |      |      | 13       |
| 무술 - 유술         |       |       |       |       |       |       |       |       |       |       |       |       |       |       | 3     | 3     | 2     |       |       |       |       |       |      |      | 9        |
| 무술 - 쿠라시       |       |       |       |       |       |       |       |       |       |       |       |       |       |       |       |       |       |       | 3     | 2     | 2     |       |      |      | 8        |
| 무술 - 펜착실랏     |       |       |       |       |       |       |       |       |       |       |       |       |       | ●     | ●     | ●     | ●     | 6     |       | 10    |       |       |      |      | 16       |
| 무술 - 삼보         |       |       |       |       |       |       |       |       |       |       |       |       |       |       |       |       |       |       |       |       |       | 2     | 2    |      | 6        |
| 무술 - 우슈         |       |       |       |       |       |       |       |       |       | 1     | 2     | 3     | 2     | 6     |       |       |       |       |       |       |       |       |      |      | 15       |
| 근대5종             |       |       |       |       |       |       |       |       |       |       |       |       |       |       |       |       |       |       |       |       |       | 1     | 1    |      | 2        |
| 패러글라이딩        |       |       |       |       |       |       |       |       |       |       | ●     | ●     | ●     | 4     |       | ●     | ●     | ●     | ●     | 2     |       |       |      |      | 6        |
| 롤러스포츠          |       |       |       |       |       |       |       |       |       |       |       |       |       |       |       |       |       |       |       |       |       | 2     |      |      | 2        |
| 스케이트보드        |       |       |       |       |       |       |       |       |       |       |       |       |       |       |       |       |       |       | ●     | 4     |       |       |      |      | 4        |
| 조정                |       |       |       |       |       |       |       |       |       | ●     | ●     | ●     | ●     | 8     | 7     |       |       |       |       |       |       |       |      |      | 15       |
| 럭비                |       |       |       |       |       |       |       |       |       |       |       |       |       |       |       |       |       |       |       |       | ●     | ●     | 2    |      | 2        |
| 요트                |       |       |       |       |       |       |       |       |       |       |       |       |       |       | ●     | ●     | ●     |       | ●     | ●     |       | 10    |      |      | 10       |
| 세팍타크로          |       |       |       |       |       |       |       |       |       | ●     | ●     | ●     | 2     | ●     | ●     | 1     | ●     | ●     | 1     | ●     | ●     | ●     | 2    |      | 6        |
| 사격                |       |       |       |       |       |       |       |       |       | 2     | 4     | 3     | 2     | 2     | 3     | 2     | 2     |       |       |       |       |       |      |      | 15       |
| 스포츠클라이밍      |       |       |       |       |       |       |       |       |       |       |       |       |       | 2     | ●     | ●     | 2     | 2     |       |       |       |       |      |      | 6        |
| 스쿼시              |       |       |       |       |       |       |       |       |       |       |       |       |       | ●     | ●     | ●     | ●     | 2     | ●     | ●     | ●     | ●     | 2    |      | 4        |
| 탁구                |       |       |       |       |       |       |       |       |       |       |       |       |       |       |       |       | ●     | ●     | 2     | ●     | 1     | ●     | 2    |      | 5        |
| 태권도              |       |       |       |       |       |       |       |       |       | 2     | 3     | 3     | 2     | 2     |       |       |       |       |       |       |       |       |      |      | 12       |
| 테니스              |       |       |       |       |       |       |       |       |       | ●     | ●     | ●     | ●     | ●     | 2     | 3     |       |       |       |       |       |       |      |      | 7        |
| 정구                |       |       |       |       |       |       |       |       |       |       |       |       |       |       |       |       |       |       | ●     | 2     | 1     | ●     | 2    |      | 7        |
| 트라이애슬론        |       |       |       |       |       |       |       |       |       |       |       |       |       |       |       |       |       |       |       |       |       | 1     | 1    | 1    | 3        |
| 비치발리볼          |       |       |       |       |       |       |       |       |       | ●     | ●     | ●     | ●     | ●     | ●     | ●     | ●     | 1     | 1     |       |       |       |      |      | 2        |
| 배구                |       |       |       |       |       |       |       |       |       | ●     | ●     | ●     | ●     | ●     | ●     | ●     | ●     | ●     | ●     | ●     | ●     | 1     | 1    |      | 2        |
| 역도                |       |       |       |       |       |       |       |       |       |       | 2     | 2     | 1     | 2     | 2     | 2     | 2     | 2     |       |       |       |       |      |      | 15       |
| 레슬링              |       |       |       |       |       |       |       |       |       | 5     | 5     | 4     | 4     |       |       |       |       |       |       |       |       |       |      |      | 20       |
| 총 금메달수         |       |       |       |       |       |       |       |       |       | 21    | 29    | 28    | 33    | 42    | 37    | 26    | 36    | 39    | 29    | 36    | 34    | 30    | 44   | 1    | 465      |
| 누적 금메달수       |       |       |       |       |       |       |       |       |       | 21    | 50    | 78    | 111   | 153   | 190   | 216   | 252   | 291   | 320   | 356   | 390   | 420   | 464  | 465  | 465      |
| 8/9월               | 10 금 | 11 토 | 12 일 | 13 월 | 14 화 | 15 수 | 16 목 | 17 금 | 18 토 | 19 일 | 20 월 | 21 화 | 22 수 | 23 목 | 24 금 | 25 토 | 26 일 | 27 월 | 28 화 | 29 수 | 30 목 | 31 금 | 1 토 | 2 일 | 금메달수 |

## 메달 집계
| 순위 | 국가                   | 금메달 | 은메달 | 동메달 | 합계 |
| ---- | ---------------------- | ------ | ------ | ------ | ---- |
| 1    | 중화인민공화국         | 132    | 92     | 65     | 289  |
| 2    | 일본                   | 75     | 56     | 74     | 205  |
| 3    | 대한민국               | 49     | 58     | 70     | 177  |
| 4    | 인도네시아             | 31     | 24     | 43     | 98   |
| 5    | 우즈베키스탄           | 21     | 24     | 25     | 70   |
| 6    | 이란                   | 20     | 20     | 22     | 62   |
| 7    | 중화 타이베이          | 17     | 19     | 31     | 67   |
| 8    | 인도                   | 15     | 24     | 30     | 69   |
| 9    | 카자흐스탄             | 15     | 17     | 44     | 76   |
| 10   | 조선민주주의인민공화국 | 12     | 12     | 13     | 37   |

## 같이 보기
- 2018년 장애인 아시안 게임
- 2018년 동계 올림픽

## 주해
1. ↑  리그 오브 레전드, 스타크래프트 2, 하스스톤, 아레나 오브 발러, 클래시 로얄, PES 2018.